# Halterofilismo nos Jogos Paralímpicos de Verão de 2012 - Até 100 kg masculino
A disputa da categoria até 100 kg masculino foi realizada no dia 5 de setembro no Complexo ExCel, em Londres.

## Medalhistas
| Ouro   | EGY Mohamed Eldib   |
| Prata  | CHN Qi Dong         |
| Bronze | IRI Ali Sadeghzadeh |

## Formato de competição
Os atletas foram divididos em dois grupos. Os atletas do grupo A, favoritos a medalha, competem depois dos atletas do grupo B. Cada atleta tem 3 tentativas para efetuar um movimento válido. Uma quarta tentativa será permitida apenas se o atleta tiver a intenção de quebrar um recorde mundial ou paralímpico, no entanto, essa quarta tentativa não contará para o resultado final. Se houver empate entre dois ou mais atletas, prevalecerá aquele que tiver a menor massa corporal.

## Recordes
| Recorde mundial     | 248,0 kg | EGY Mohamed Eldib | Dubai, Emirados Árabes Unidos | 26 de fevereiro de 2012 |
| Recorde paralímpico | 247,0 kg | CHN Qi Dong       | Pequim, China                 | 16 de setembro de 2008  |

O halterofilista egípcio Mohamed Eldib quebrou ambos os recordes nesta competição.

## Resultados
| Pos.   | Atleta              | Grupo | Massa corporal (kg) | Tentativas (kg) | Tentativas (kg) | Tentativas (kg) | Tentativas (kg) | Resultado (kg) |
| Pos.   | Atleta              | Grupo | Massa corporal (kg) | 1               | 2               | 3               | 4               | Resultado (kg) |
| ------ | ------------------- | ----- | ------------------- | --------------- | --------------- | --------------- | --------------- | -------------- |
| Ouro   | EGY Mohamed Eldib   | A     | 93,09               | 237,0           | 244,0           | 249,0           | –               | 249,0          |
| Prata  | CHN Qi Dong         | A     | 96,07               | 242,0           | 249,0           | 250,0           | –               | 242,0          |
| Bronze | IRI Ali Sadeghzadeh | A     | 99,65               | 231,0           | 235,0           | 245,0           | –               | 235,0          |
| 4      | AZE Elshan Huseynov | A     | 99,00               | 230,0           | 234,0           | 236,0           | –               | 230,0          |
| 5      | NGR Obioma Aligekwe | A     | 98,62               | 225,0           | 232,0           | –               | –               | 225,0          |
| 6      | POL Damian Kulig    | A     | 98,88               | 204,0           | 206,0           | 226,0           | –               | 206,0          |
| 7      | UKR Anton Kriukov   | B     | 97,92               | 195,0           | 200,0           | 205,0           | –               | 205,0          |
| 8      | KSA Bassam Al Hawal | B     | 98,93               | 185,0           | 195,0           | 201,0           | –               | 195,0          |
| 9      | NAM Ruben Soroseb   | B     | 96,88               | 190,0           | 195,0           | 195,0           | –               | 190,0          |
| 10     | GER Mario Hochberg  | B     | 99,09               | 150,0           | 160,0           | 170,0           | –               | 170,0          |
| —      | HUN Sándor Sas      | B     | 99,36               | 195,0           | 196,0           | 203,0           | –               | —              |

Legenda
| Recorde mundial      | Recorde mundial (World record)               |                       | Recorde africano                      | Recorde africano (African) |                                           | Q | Classificado por posição (Qualified) |
| Recorde paralímpico  | Recorde paralímpico (Paralympic record)      | Recorde da América    | Recorde da América (Americas)         | q                          | Classificado por melhor tempo (Qualified) |   |                                      |
| Melhor marca do ano  | Melhor marca do ano (World leading)          | Recorde asiático      | Recorde asiático (Asian)              | DNS                        | Não largou (Did not start)                |   |                                      |
| Recorde nacional     | Recorde nacional (National record)           | Recorde europeu       | Recorde europeu (European)            | DNF                        | Não terminou (Did not finish)             |   |                                      |
| Recorde pessoal      | Recorde pessoal do atleta (Personal best)    | Recorde da Oceania    | Recorde da Oceania (Oceania)          | DSQ / DQ                   | Desclassificado (Disqualified)            |   |                                      |
| Recorde da temporada | Recorde da temporada do atleta (Season best) | Recorde sul-americano | Recorde sul-americano (South America) | NM                         | Sem marca (No mark)                       |   |                                      |